# Stenopogon zinovievi
Stenopogon zinovievi là một loài ruồi trong họ Asilidae. Stenopogon zinovievi được Lehr miêu tả năm 1963. Loài này phân bố ở vùng Cổ Bắc giới.